# 报恩寺 (平武)
32°24′40″N 104°31′41″E / 32.41111°N 104.52806°E
平武报恩寺位于中国四川省绵阳市平武县城内，1955年曾進行了培修，1956年8月16日公佈為四川省第一批歷史及革命文物保護單位。1980年7月7日重新公佈為四川省第一批文物保護單位。包括鎮羌門及城牆、王璽公衙、昭忠祠。1996年11月20日列為第四批全國重點文物保護單位。
报恩寺建于明正统至天顺年间。建筑群坐西朝东，东西长278米，南北宽100米，建筑面积3518平方米。主要有天王殿、大雄宝殿、华严殿、万佛阁等建筑。全寺所有木构件均由楠木制成。